# Expo Norr
Expo Norr är en årlig varumässa och folkfest i Östersund i maj/juni månad.
Expo Norr är en av Sveriges äldsta kontinuerliga varumässor, och är det tredje största årligt återkommande arrangemanget i Jämtland, efter Storsjöyran och Storsjöcupen, med mer än 130 utställare och drygt 15 000 besökare under de tre dagar som mässan pågår.

## Historia
Expo Norr grundades år 1949 som en stiftelse för att anordna varumässor i Östersund. Stiftare var bland andra 
Östersunds stad, Jämtlands läns landsting, samt köpmannaföreningen och hantverksföreningen i Östersund, och den första Expo Norr-mässan avhölls i juli 1950.
Expo Norr hölls från början vid Gamla Tennishallen i Östersund fram till år 1976. Då flyttade Expo Norr ner till området för den nya ishallen, Z-hallen, vid idrottsplatsen Hofvallen. År 2008 flyttade mässan in på Frösö Park - Frösön, området för den nu nedlagda Jämtlands flygflottilj. Efter att ha arrangerats tre år på Östersundstravet flyttade Expo Norr 2016 till den nybyggda Östersund Arena.
Många kända artister har uppträtt under Expo Norr-dagarna genom åren, och Expo Norr är även en träffpunkt för hemvändare, turister, och för grannarna från Tröndelagen.